# لورا هاروی
لورا هاروی (انگلیسی: Laura Harvey؛ زادهٔ ۱۵ مهٔ ۱۹۸۰) بازیکن فوتبال اهل بریتانیا است.
از باشگاه‌هایی که در آن بازی کرده‌است می‌توان به باشگاه فوتبال ولورهمپتون واندررز اشاره کرد.